# Punta de Mata
Punta de Mata − miasto w Wenezueli, w stanie Monagas. W 2019 roku liczyło około 57 tys. mieszkańców. 